# Rùm

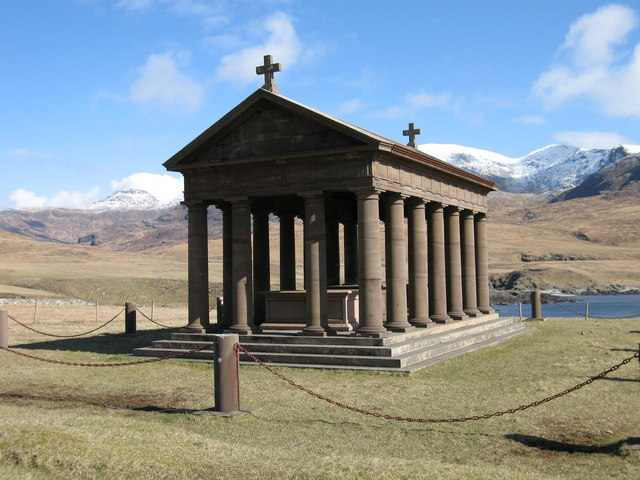
Mausoleo en Harris con el Rùm Cullin a lo lejos.

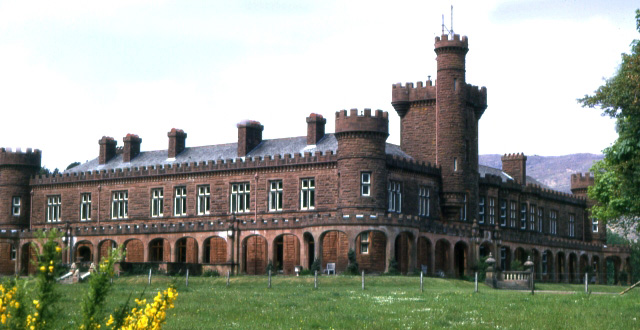
Castillo de Kinloch.

Rùm es una de las Islas pequeñas de las Hébridas Interiores que forman parte de la administración de Lochaber, en las Highlands de Escocia.

## Toponimia
El nombre Rùm es de origen gaélico escocés y es comúnmente conocido como Rum. Desde 1900, y durante muchos años, el nombre se escribió Rhum, según el deseo del entonces dueño de la isla, sir George Bullough.

## Geografía física
Rum posee una superficie de unos 100 kilómetros cuadrados, lo que la convierte en la mayor de las Islas Pequeñas. Actualmente no posee población autóctona, pero se encuentra habitada por unas 30 personas (incluyendo empleados del Scottish National Heritage y sus familias, además de algunos investigadores, y el maestro de la escuela). Todos los residentes viven en el pueblo de Kinloch, en la zona este de la isla, que aunque no posee ni iglesia ni pub, cuenta con una pequeña escuela y una sala de reuniones comunitarias. También hay en Kinloch un pequeño negocio donde también funciona la oficina de correos, que es atendida por voluntarios de forma irregular. 

## Comunicaciones
Un ferry conecta a Rum con otras islas vecinas del archipelago de las Islas Pequeñas como Canna, Eigg y Muck, y el puerto de Mallaig (viaje de 2½ horas). El ferry tiene un portalón y rampa que permite el ascenso y descenso de vehículos, si bien normalmente no se permite que los visitantes lleven vehículos a las islas pequeñas. Durante los meses de verano otro ferry conecta la isla con el poblado de Arisaig, ubicado a 15 kilómetros al sur de Mallaig.

## Historia
Históricamente Rum pertenecía al clan MacLean de Coll. En 1826 la isla fue despejada de sus asentamientos humanos para dedicarla a la cría de ovejas. En esa época la población era de unas 450 personas. Cerca de 400 personas fueron desalojadas y se les pagó el pasaje hacia Canadá. La explotación comercial de ovejas fracasó y en 1840 la isla pasó a ser propiedad del Marqués de Salisbury, quién la convirtió en coto de caza. Mantuvo muchas de las ovejas y reintrodujo el ciervo colorado que se había extinguido en la isla durante el siglo XVIII.
La isla estuvo bajo la administración de una serie de inquilinos por períodos cortos de tiempo hasta que el padre de George Bullough, John Bullough (un millonario de Accrington, Lancashire que se había enriquecido fabricando maquinaria para hilado y tejido de algodón) compró la isla hacia finales de la década de 1870 y la continuó utilizando como una zona de recreación y caza. Su hijo, Sir George Bullough, hizo construir el castillo hacia el 1900. Por aquella época había unas 100 personas empleadas en la propiedad. Entre ellos se contaban más de una docena de jardineros de los amplios jardines que incluían una cancha de golf de 9 hoyos, canchas de tenis y squash, invernaderos, estanques con tortugas, y un aviario entre muchas otras atracciones.
La isla fue comprada por el Nature Conservancy Council (ahora Scottish Natural Heritage) en 1957 para convertirla en una Reserva natural nacional. La misma incluye el castillo Kinloch, que está construido en red sandstone (un tipo de formación sedimentaria) de Annan, Dumfries y Galloway.